# Лондонски маратон 2012.
Лондонски маратон 2012. године одржао се у Лондону, у Енглеској, у недељу 22. априла 2012. године. То је био 32. годишњи маратон са великим бројем учесника и други маратон из групе Велики светски маратони који је одржан те године. Укупан број од 39.970 људи почео је трку — трећи највећи укупан број у историји овог спорстког догађаја.
У обе елитне трке победили су кенијски атлетичари, и етиопски атлетичар Тсегаје Кебаде био је једини не-Кенијац који стигао до подијума у тркама. Мери Кејтани је освојила женску елитну трку други пут, за време од 2:18:37 сати. Вилсон Кипсанг био је победник трке у мушкој конкуренцији са временом од 2:04:44 сати — 4 секунде мање од Емануела Мутаијевог рекорда на Маратону 2011. Најобље пласирани британски такмичари који су завршили трку били су Ли Меријен (17) и Клер Холиси (11), и њима је указана прилика да учествују на Летњим Олимпијским играма у Великој Британији 2012. године.
Клер Сквирс умро је након што је колабирао трчавши последње километре трке.

## Резултати

### Елитне трке
Мушка конкуренција
| Пласман | Атлетичар                | Националност | Време        |
| ------- | ------------------------ | ------------ | ------------ |
|         | Вилсон Кипсанг Кипротич  | KEN          | 2:04:44 сати |
|         | Мартин Лел               | KEN          | 2:06:51 сати |
|         | Тсегаје Кебаде           | ETH          | 2:06:52 сати |
| 4       | Адил Анаи                | MAR          | 2:07:43 сати |
| 5       | Јаоард Гариб             | MAR          | 2:07:44 сати |
| 6       | Абел Кириу               | KEN          | 2:07:56 сати |
| 7       | Емануел Кипчирчир Мутаи  | KEN          | 2:08:01 сати |
| 8       | Марилсон Гомс дос Сантос | BRA          | 2:08:03 сати |
| 9       | Самјуел Тсегеј           | ERI          | 2:08:06 сати |
| 10      | Фејжа Лилеса             | ETH          | 2:08:20 сати |